# Silkeorm (bog)
Silkeorm er en krimi fra 2014 skrevet af J. K. Rowling, udgivet under pseudonymet Robert Galbraith. Det er den anden roman i serien om privatdetektiv Cormoran Strike og er en efterfølger til Gøgens kalden fra 2013.

## Handling
Da romanforfatteren Quine forsvinder, ringer hans kone til Cormoran Strike for at bede om hjælp til at finde ham.
| Bog | Spire Denne artikel om bøger og tidsskrifter er en spire som bør udbygges. Du er velkommen til at hjælpe Wikipedia ved at udvide den. |